# جائزة بريطانيا الكبرى 2020
جائزة بريطانيا الكبرى 2020 (بالإنجليزية: 2020 British Grand Prix)‏ هو سباق فورمولا 1
أقيم بتاريخ 2 أغسطس 2020 في حلبة سلفرستون، المملكة المتحدة، وكان السباق 4 من أصل 17 في بطولة العالم لسباقات فورمولا 1 موسم 2020، وكان أول المنطلقين لويس هاملتون.
فاز بالمركز الأول  لويس هاملتون، وكان صاحب أسرع لفة ماكس فيرستابين بزمن قدرة 87.097 ثانية.